# NGC 547
NGC 547 je galaksija u zviježđu Kit.

## Vanjske poveznice
- SEDS: NGC 0547